# Gymnosporangium asiaticum
Gymnosporangium asiaticum är en svampart som beskrevs av Miyabe ex G. Yamada 1904. Gymnosporangium asiaticum ingår i släktet Gymnosporangium och familjen Pucciniaceae.   Inga underarter finns listade i Catalogue of Life.